# Distretto di Mapo
Mapo (Hangŭl: 마포구; Hanja: 麻浦區) è un distretto di Seul. Ha una superficie di 23,87 km² e una popolazione di 369.432 abitanti al 2010.

## Geografia antropica

### Suddivisioni amministrative
| - Gongdeok-dong (공덕동; 孔德洞) - Ahyeon-dong (아현동; 阿峴洞) - Dohwa-dong (도화동; 桃花洞) - Daeheung-dong (대흥동; 大興洞) - Yonggang-dong (용강동; 龍江洞) - Hapjeong-dong (합정동; 合井洞) - Seogyo-dong (서교동; 西橋洞) - Seogang-dong (서강동; 西江洞) | - Sinsu-dong (신수동; 新水洞) - Yeomni-dong (염리동; 鹽里洞) - Yeonnam-dong (연남동; 延南洞) - Mangwon-1-dong (망원1동; 望遠1洞) - Mangwon-2-dong (망원2동; 望遠2洞) - Seongsan-1-dong (성산1동; 城山1洞) - Seongsan-2-dong (성산2동; 城山2洞) - Sangam-dong (상암동; 上岩洞) |